# Saint-Michel-les-Portes
Saint-Michel-les-Portes è un comune francese di 232 abitanti situato nel dipartimento dell'Isère della regione dell'Alvernia-Rodano-Alpi.

## Società

### Evoluzione demografica
Abitanti censiti